# Saint-Jean-de-la-Haize
Pour les articles homonymes, voir Saint-Jean.
Saint-Jean-de-la-Haize est une commune française, située dans le département de la Manche en région Normandie, peuplée de 538 habitants.

## Géographie
| Lolif                    | Subligny, Le Luot      | Chavoy           |
| Lolif, Marcey-les-Grèves | Saint-Jean-de-la-Haize | Ponts            |
| Marcey-les-Grèves        | Avranches              | Ponts, Avranches |

### Hydrographie
La commune est située dans le bassin Seine-Normandie. Elle est drainée par la Sée, la Braize, le ruisseau de la Guerinette, le fossé 01 de la Renoudière, le fossé 01 des Tesnières, le fossé 03 de la Haize, le fossé 05 des Planches et  et un autre petit cours d'eau,.
La Sée, d'une longueur de 79 km, prend sa source dans la commune de Sourdeval et se jette  dans le golfe de Saint-Malo en limite du Val-Saint-Père et de Vains, après avoir traversé 20 communes. 
La Braize, d'une longueur de 16 km, prend sa source dans la commune du Parc et se jette  dans la Sée à Marcey-les-Grèves, après avoir traversé huit communes. Les caractéristiques hydrologiques de la Braize sont données par la station hydrologique située sur la commune de Lolif. Le débit moyen mensuel est de 0,389 m3/s. Le débit moyen journalier maximum est de 4,39 m3/s, atteint lors de la crue du 12 novembre 2000. Le débit instantané maximal est quant à lui de 9,46 m3/s, atteint le 19 mai 1999.

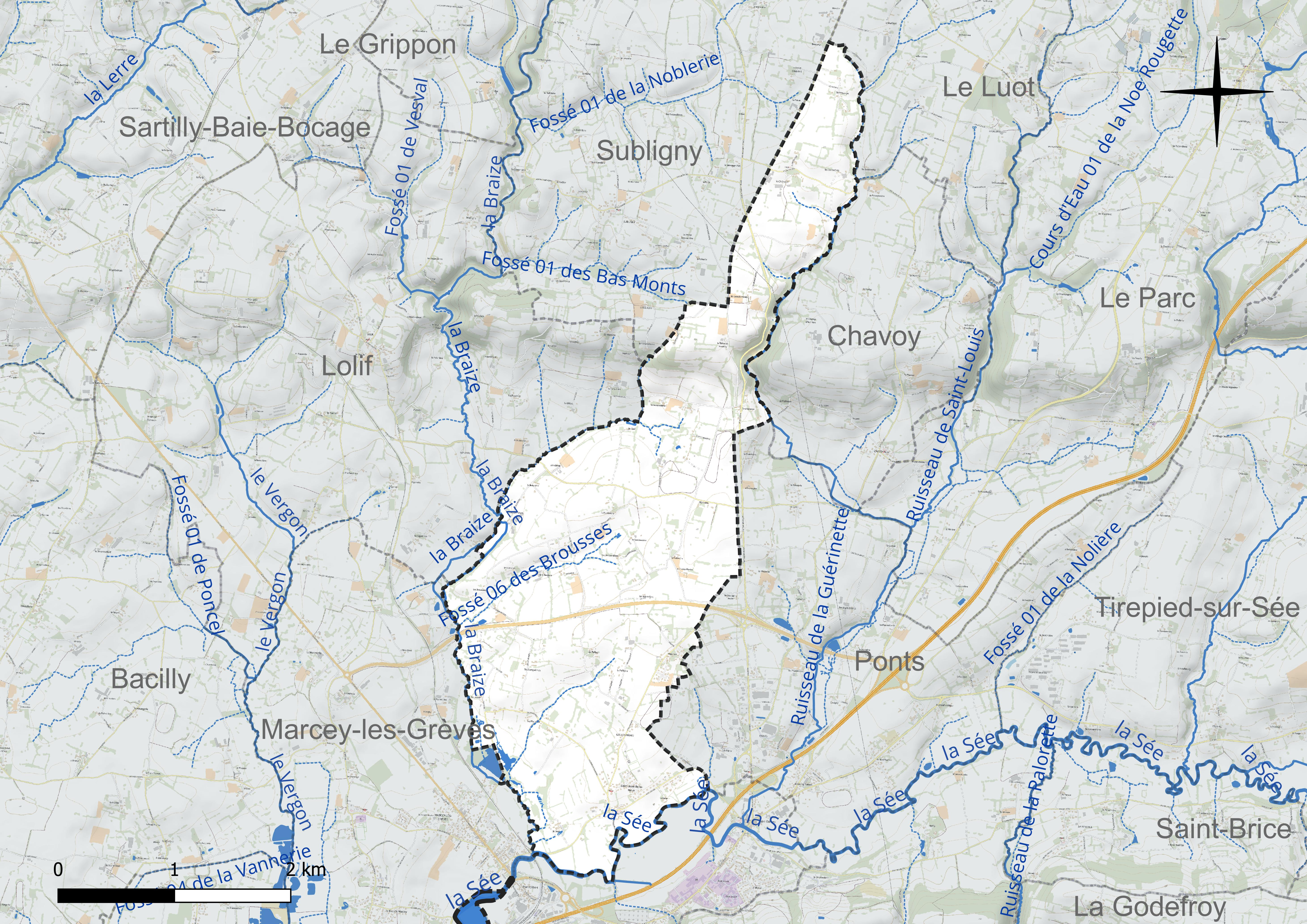
Réseau hydrographique de Saint-Jean-de-la-Haize.

### Climat
Pour des articles plus généraux, voir Climat de la Normandie et Climat de la Manche.
En 2010, le climat de la commune est de type climat océanique franc, selon une étude du CNRS s'appuyant sur une série de données couvrant la période 1971-2000. En 2020, Météo-France publie une typologie des climats de la France métropolitaine dans laquelle la commune est exposée à un climat océanique et est dans la région climatique  Bretagne orientale et méridionale, Pays nantais, Vendée, caractérisée par une faible pluviométrie en été et une bonne insolation. Parallèlement le GIEC normand, un groupe régional d’experts sur le climat, différencie quant à lui, dans une étude de 2020, trois grands types de climats pour la région Normandie, nuancés à une échelle plus fine par les facteurs géographiques locaux. La commune est, selon ce zonage, exposée à un « climat maritime », correspondant au Cotentin et à l'ouest du département de la Manche, frais, humide et pluvieux, où les contrastes pluviométrique et thermique sont parfois très prononcés en quelques kilomètres quand le relief est marqué.
Pour la période 1971-2000, la température annuelle moyenne est de 10,9 °C, avec une amplitude thermique annuelle de 11,7 °C. Le cumul annuel moyen de précipitations est de 912 mm, avec 13,7 jours de précipitations en janvier et 8,6 jours en juillet. Pour la période 1991-2020, la température moyenne annuelle observée sur la station météorologique la plus proche, située sur la commune de Pontorson à 20 km à vol d'oiseau, est de 11,9 °C et le cumul annuel moyen de précipitations est de 821,3 mm,. Pour l'avenir, les paramètres climatiques de la commune estimés pour 2050 selon différents scénarios d’émission de gaz à effet de serre sont consultables sur un site dédié publié par Météo-France en novembre 2022.

## Urbanisme

### Typologie
Au 1er janvier 2024, Saint-Jean-de-la-Haize est catégorisée commune rurale à habitat dispersé, selon la nouvelle grille communale de densité à sept niveaux définie par l'Insee en 2022.
Elle est située hors unité urbaine. Par ailleurs la commune fait partie de l'aire d'attraction d'Avranches, dont elle est une commune de la couronne,. Cette aire, qui regroupe 32 communes, est catégorisée dans les aires de moins de 50 000 habitants,.

### Occupation des sols
L'occupation des sols de la commune, telle qu'elle ressort de la base de données européenne d’occupation biophysique des sols Corine Land Cover (CLC), est marquée par l'importance des territoires agricoles (98,2 % en 2018), une proportion sensiblement équivalente à celle de 1990 (98,4 %). La répartition détaillée en 2018 est la suivante : zones agricoles hétérogènes (50,6 %), prairies (47,6 %), forêts (1,6 %), mines, décharges et chantiers (0,2 %). L'évolution de l’occupation des sols de la commune et de ses infrastructures peut être observée sur les différentes représentations cartographiques du territoire : la carte de Cassini (XVIIIe siècle), la carte d'état-major (1820-1866) et les cartes ou photos aériennes de l'IGN pour la période actuelle (1950 à aujourd'hui).

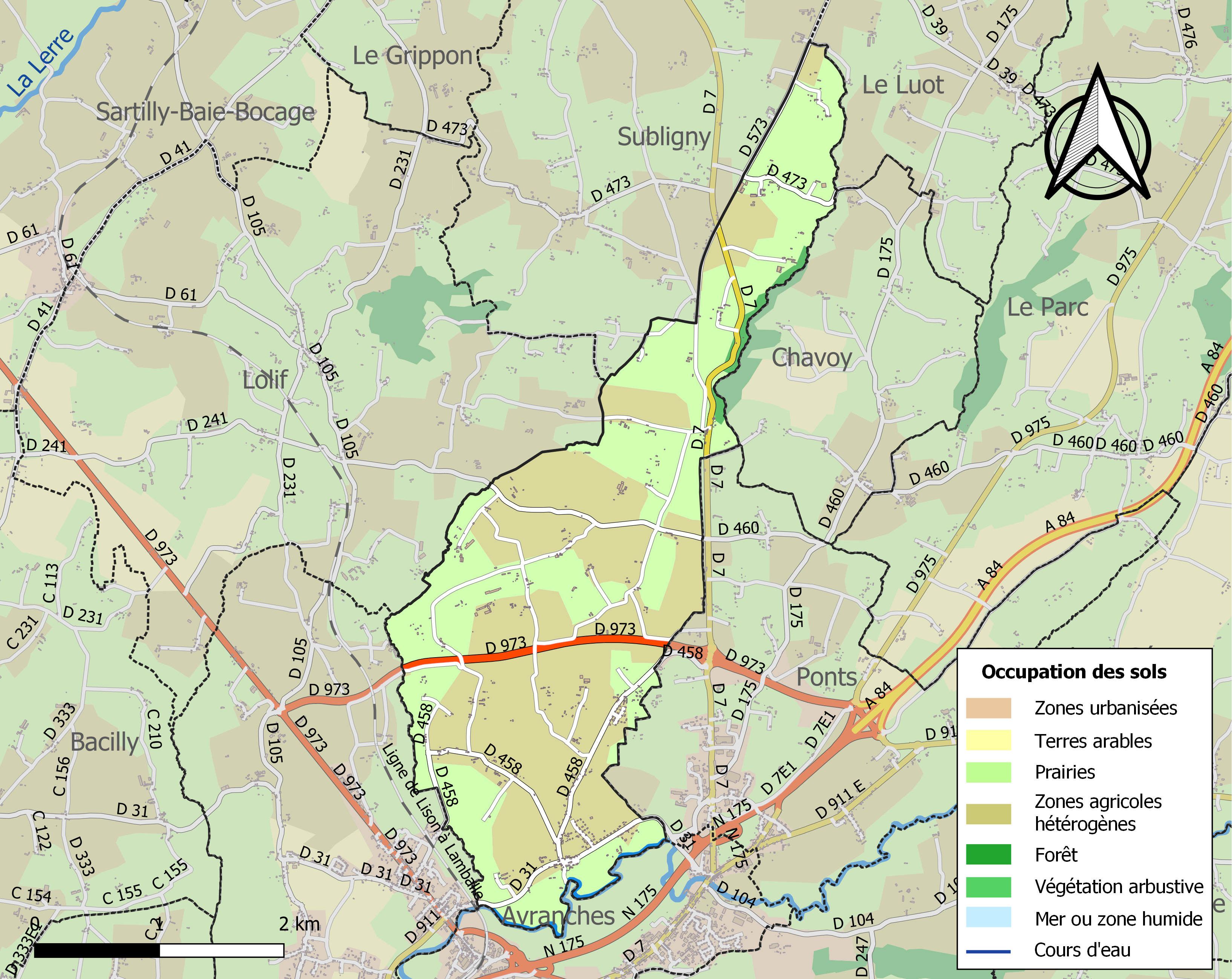
Carte des infrastructures et de l'occupation des sols de la commune en 2018 (CLC).

## Toponymie
Le nom de la localité est attesté sous les formes Sancti Johannis de Heza au XIIIe siècle, Saint Jean de Lahaize en 1793, Saint-Jean-de-la-Haize en 1801.
Saint Jean est le nom usuel de saint Jean-Baptiste.
Haize est un mot de l'ancien français qui signifiait « barrière », « clôture », et sans doute par extension, « enclos ».
Le gentilé est Saint-Jeannais.

## Histoire
En août 1590, la paroisse fut le théâtre d'une bataille entre les protestants de Montgommery qui tenaient Avranches et les catholiques royalistes qui y laissèrent 200 morts.
Le 30 juillet 1944, un convoi d'une centaine de véhicules allemands venant de Pont-Gilbert et se dirigeant vers Pontaubault sera détruit par l'aviation américaine.

## Politique et administration
| Période                                                                                  | Période  | Identité                     | Étiquette | Qualité             |
| ---------------------------------------------------------------------------------------- | -------- | ---------------------------- | --------- | ------------------- |
| 1792                                                                                     | 1798     | Jean Louis Turgot            |           |                     |
| 1798                                                                                     | 1798     | Jean-Baptiste Nicolle        |           |                     |
| 1798                                                                                     | 1803     | Jean Champion                |           |                     |
| 1803                                                                                     | 1806     | Pierre Jean Badin            |           |                     |
| 1806                                                                                     | 1806     | Auguste Badin                |           |                     |
| 1806                                                                                     | 1816     | Jean Louis Turgot            |           |                     |
| 1816                                                                                     | 1823     | Denis Jacques Navet          |           |                     |
| 1823                                                                                     | 1831     | Gabriel Teurtrie Desplanches |           |                     |
| 1831                                                                                     | 1848     | Jacques Dubreuil             |           |                     |
| 1848                                                                                     | 1864     | Louis Marie Maincent         |           |                     |
| 1864                                                                                     | 1873     | Auguste François Roussel     |           |                     |
| 1873                                                                                     | 1884     | Jean-François Dubois         |           |                     |
| 1884                                                                                     | 1896     | François Étienne Dubois      |           |                     |
| 1896                                                                                     | 1908     | Jean Pierre Dubois           |           |                     |
| 1908                                                                                     | 1909     | Armand Provost               |           |                     |
| 1909                                                                                     | 1912     | Jean-Baptiste Fillatre       |           |                     |
| 1912                                                                                     | 1919     | Adolphe Gombert              |           |                     |
| 1919                                                                                     | 1933     | Louis Blandin                |           |                     |
| 1933                                                                                     | 1938     | Léon Roussel                 |           |                     |
| 1938                                                                                     | 1949     | Marcel Ménard                |           |                     |
| 1949                                                                                     | 1977     | Albert Mary                  |           |                     |
| 1977                                                                                     | 1983     | André Alglave                |           | Agriculteur-éleveur |
| 1983                                                                                     | 2001     | Yolande Bastard              |           | Commerçante         |
| mars 2001                                                                                | mai 2020 | Yves Kerbaul                 | SE        | Employé CAF         |
| mai 2020                                                                                 | En cours | Sylvie Guérault              | SE        | Aide-soignante      |
| Une partie des données est issue d'une liste établie par Jean Pouëssel et Pierre Prieur. |          |                              |           |                     |

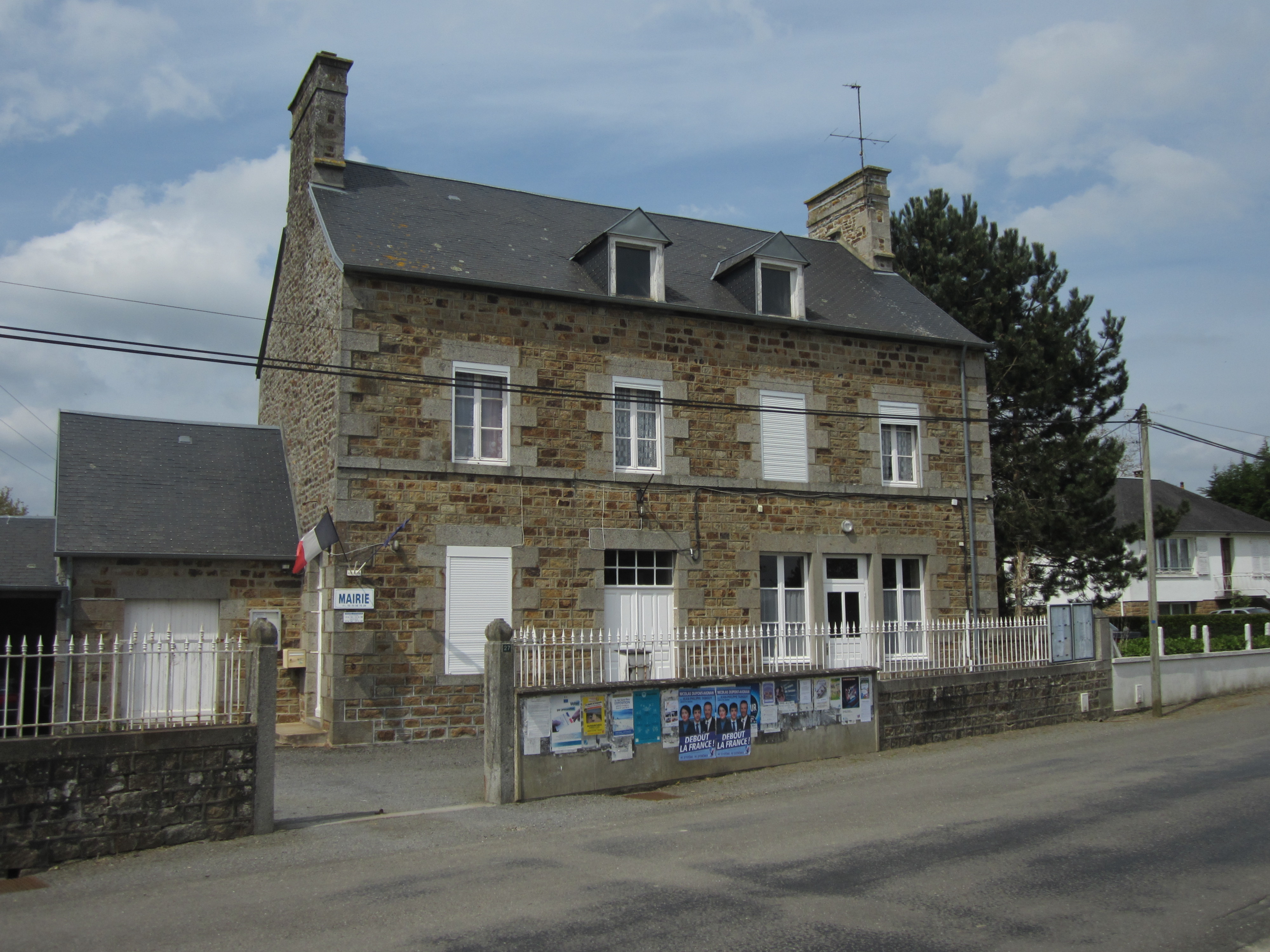
La mairie.

Le conseil municipal est composé de quinze membres dont le maire et deux adjoints
.

## Démographie
L'évolution du nombre d'habitants est connue à travers les recensements de la population effectués dans la commune depuis 1793. Pour les communes de moins de 10 000 habitants, une enquête de recensement portant sur toute la population est réalisée tous les cinq ans, les populations de référence des années intermédiaires étant quant à elles estimées par interpolation ou extrapolation. Pour la commune, le premier recensement exhaustif entrant dans le cadre du nouveau dispositif a été réalisé en 2007.
En 2022, la commune comptait 538 habitants, en évolution de +5,49 % par rapport à 2016 (Manche : −0,31 %, France hors Mayotte : +2,11 %).
| 1793 | 1800 | 1806 | 1821 | 1831 | 1836 | 1841 | 1846 | 1851 |
| ---- | ---- | ---- | ---- | ---- | ---- | ---- | ---- | ---- |
| 784  | 741  | 777  | 870  | 780  | 743  | 737  | 801  | 758  |

| 1856 | 1861 | 1866 | 1872 | 1876 | 1881 | 1886 | 1891 | 1896 |
| ---- | ---- | ---- | ---- | ---- | ---- | ---- | ---- | ---- |
| 765  | 708  | 703  | 665  | 633  | 617  | 633  | 611  | 577  |

| 1901 | 1906 | 1911 | 1921 | 1926 | 1931 | 1936 | 1946 | 1954 |
| ---- | ---- | ---- | ---- | ---- | ---- | ---- | ---- | ---- |
| 547  | 548  | 533  | 485  | 515  | 506  | 478  | 468  | 473  |

| 1962 | 1968 | 1975 | 1982 | 1990 | 1999 | 2006 | 2007 | 2012 |
| ---- | ---- | ---- | ---- | ---- | ---- | ---- | ---- | ---- |
| 460  | 479  | 451  | 459  | 437  | 399  | 476  | 487  | 496  |

| 2017 | 2022 | - | - | - | - | - | - | - |
| ---- | ---- | - | - | - | - | - | - | - |
| 521  | 538  | - | - | - | - | - | - | - |

## Lieux et monuments

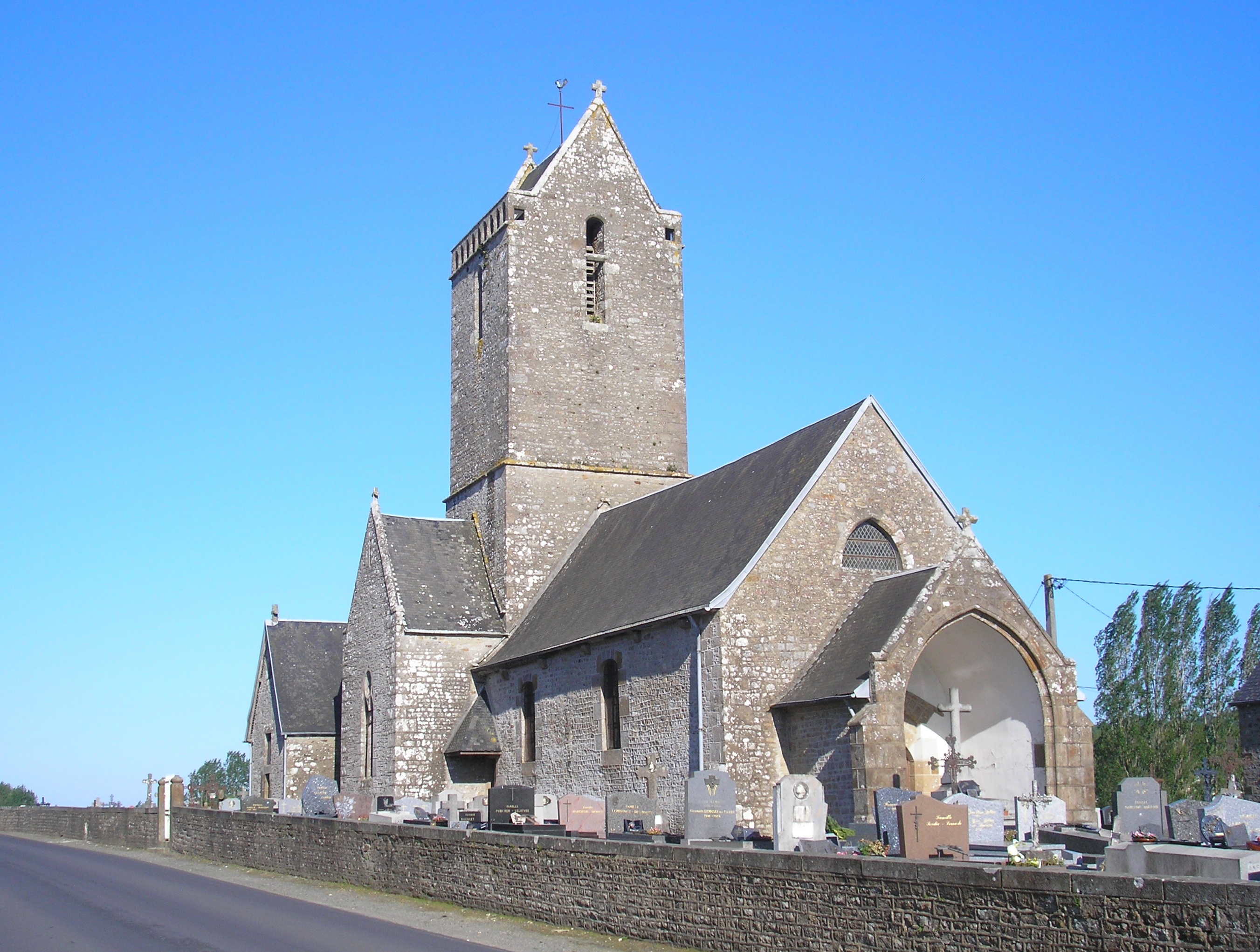
Église Saint-Jean-Baptiste.

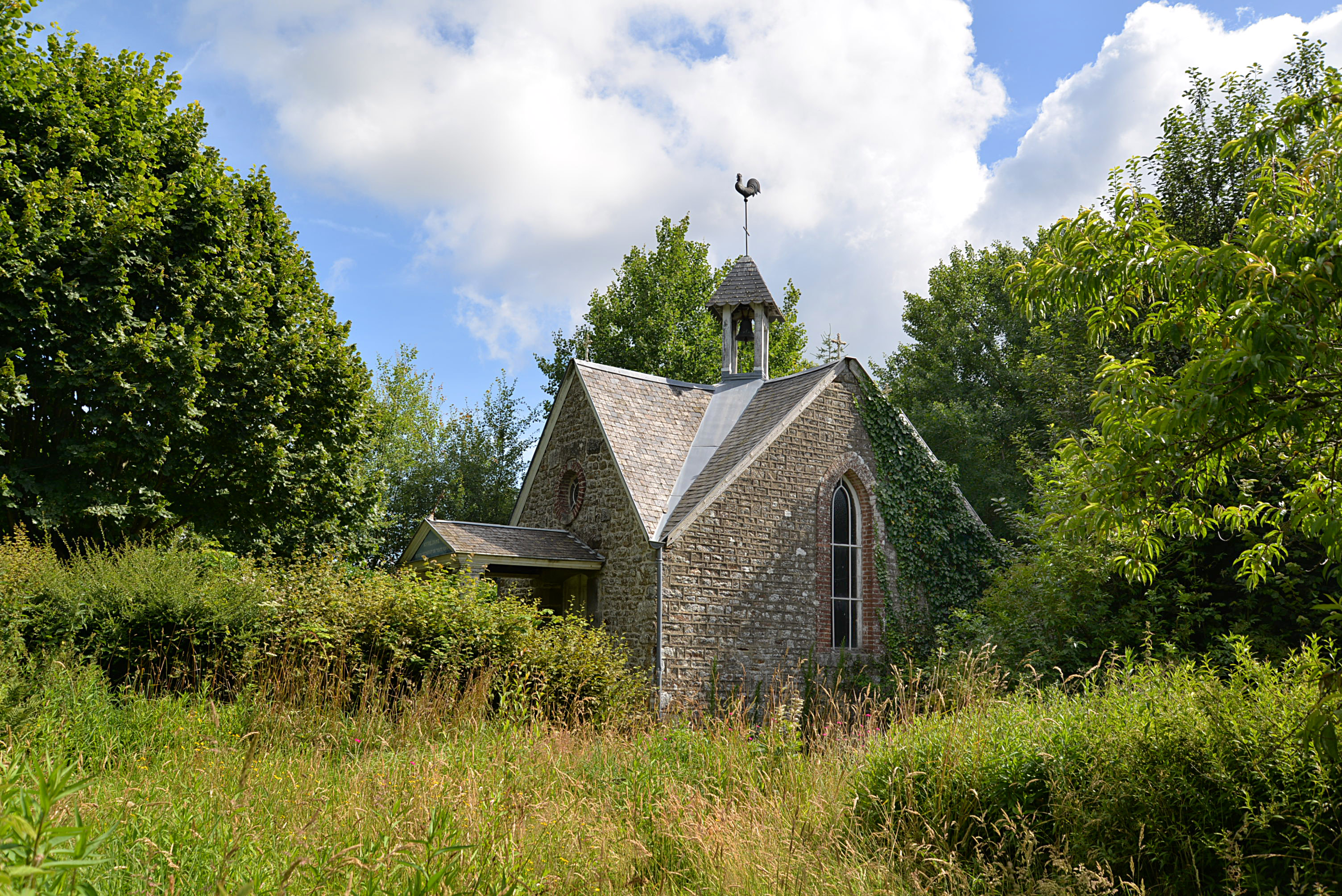
La chapelle du Châtelier.

- Église Saint-Jean-Baptiste (XVe – XVIIe siècles). Elle abrite deux statues du XVe : saint Antoine et une Vierge à l'Enfant, classées au titre objet aux monuments historiques[36], ainsi qu'une statue de saint Denis du XVIe, un maître-autel et autels latéraux du XVIe, un grand retable du XVIIe, un bénitier du XVIIe, une chaire à prêcher du XVIIe, un lutrin du XVIIe, un tableau Notre-Dame du Rosaire du XVIIe[29] et une pierre tombale datée de 1736 sous l'avant-porche.
- Chapelle du Châtelier fondée en 1636 par Nicolas Mazure (v. 1610-1685), né à Subligny, docteur en Sorbonne et contradicteur de Blaise Pascal. Elle fut reconstruite en 1820 et restaurée en 1958. Au XIXe siècle, elle portait le nom de Notre-Dame de toutes les vertus[29].
- Croix de cimetière du XVIIe siècle.
- Pont sur la Sée construit en pierre en 1780. Avant la construction du pont en bois puis en pierre, on traversait la Sée en bac au passage appelé le Gué-al-Ré (le Gué au Roi)[29].

## Activité et manifestations

### Sports
L'Espérance de Saint-Jean-de-la-Haize fait évoluer deux équipes de football en divisions de district.